# Мітєрєв Юрій Володимирович
Юрій Володимирович Мітєрєв (рум. Iurie Miterev, рос. Юрий Владимирович Митерев, 28 лютого 1975, Кишинів — 27 червня 2012, Кишинів) — молдовський футболіст, нападник.

## Біографія
Вихованець школи «Зімбру», де Юрій у віці 17 років розпочав свою кар'єру. 10 років захищав кольори місцевої команди, будучи одним з найкращих бомбардирів команди. Так, наприклад у сезоні 1996/97 Мітєрєв забив 34 голи у 23 іграх, а в останньому турі забив 9 голів у матчі проти «Аттіли» (Унгень) (15:1).
Влітку 2002 року переїхав в одеський «Чорноморець», де провів чотири роки, зігравши у складі одеської команди 84 матчі і забивши 14 голів. У липні 2006 року він переїхав до луганської «Зорі», але вже 5 жовтня того ж року був звільнений через порушення трудової дисципліни — футболіст з'явився на тренування в стані абстинентного синдрому. Проте футболіст спростував цю інформацію і подав апеляцію на рішення у ФІФА.
Згодом грав у кишинівській «Дачія», а з серпня 2007 року був гравцем п'ятигорського клубу «Машук-КМВ», де і закінчив свою кар'єру.
З 1992 по 2005 рік був гравцем національної збірної Молдови, у складі якої Мітєрєв провів 38 матчів і забив 8 голів.
У 2010 році лікарі поставили Юрію діагноз — хронічний лейкоз. Хворобу виявили на початковій стадії. Завдяки фінансовій допомозі друзів, колег, клубів, за які виступав гравець, уболівальників, а також всіх небайдужих, було розпочато дороге лікування, проте 27 червня 2012 року у віці 37 років Юрій Мітєрєв помер в одній з кишинівських клінік.

## Титули та досягнення
- Чемпіон Молдови (8): 1992, 1992-93, 1993-94, 1994-95, 1995-96, 1997-98, 1998-99, 1999–2000
- Володар Кубка Молдови (2): 1996-97, 1997-98